# Scopula limboundata
The Large Lace-border (Scopula limboundata),là một loài bướm đêm thuộc họ Geometridae. Loài này có ở Bắc Mỹ phía đông của Rocky Mountains. There là một single và unconfirmed record from Đảo Anh

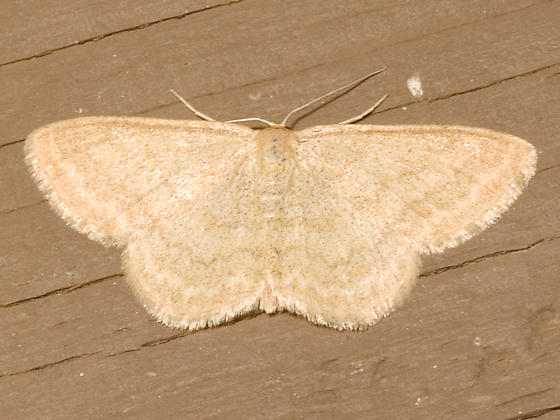

Sải cánh dài 25–30 mm. Con trưởng thành bay từ late tháng 5 đến late tháng 8 or đầu tháng 9.
Ấu trùng ăn cây táo, cây việt quất, clover, dandelion, meadow-beauty, và black cherry.

## Hình ảnh
- Tập tin:Tập
- Tập tin:Tập